# Makúrie
Makúrie či Mukúria (staronúbijsky ⲇⲱⲧⲁⲩⲟ, Dotawo; řecky Μακουρία, Makouria; arabsky مقرة‎, al-Mukurra) bylo středověké království nacházející se na území dnešního severního Súdánu a jižního Egypta. Hlavním městem státu byla Dongola, a království je tak někdy také nazýváno Dongolské království.
Makúrie byla jedním z několika núbijských států vzniklých na pozadí úpadku Aksumského království, které v oblasti Núbie existovalo v letech 50–950 našeho letopočtu. Makúrie původně ovládala území kolem Nilu, od třetího do pátého nilského kataraktu s přilehlými obchodními trasami, oázami i doly ležícími východně i západně od Nilu.
V 6. století byla Makúrie christianizována, avšak již v první polovině 7. století dobyla muslimská vojska Arabů byzantský Egypt, a Núbie tak ztratila kontakt se zbytkem křesťanského světa. Roku 651 do Núbie vpadla arabská vojska, ale Makúrijcům se Araby podařilo odrazit a poté uzavřená dohoda, známá jako bakt, znamenala relativní mír na obou stranách trvající až do 13. století. Makúrie dále rozšiřovala svůj vliv a v době arabské invaze či za vlády krále Merkuria připojila ke svému území Nobatii, ležící severně od Makúrie. V letech 750–1150 království zažívalo období prosperity, které je nazýváno jako „zlatý věk“. Avšak zvětšující se výpady z mamlúckého Egypta a vnitřní sváry vedly v závěru 14. století ke konečnému pádu státu.

## Prameny
Makúrie byla jedním z nejvýznamnějších křesťanských núbijských království, přesto mnohé informace o této zemi jsou jen kusé. Nejdůležitějšími zdroji o dějinách Núbie jsou různá díla arabských historiků a cestovatelů, avšak takové záznamy jsou často problematické, neboť mnozí arabští autoři byli vůči svým křesťanským sousedům zaujatí a arabské zdroje se omezují hlavně na zprávy o konfliktech mezi křesťanskou Núbií a muslimským Egyptem. Jednou z výjimek je egyptský diplomat Ibn Selim al-Asuání, který v 10. století, v době největší slávy Makúrijského království, cestoval do Dongoly a o své cestě zanechal podrobné zprávy.
Núbijci tvořili vyspělou civilizaci a z doby Makúrie se zachovalo množství literárních památek. Tyto památky jsou psány ve staré núbijštině, jejíž písemná forma využívala unciální varianty řecké alfabety, doplněné o některá koptská písmena a písmena čistě núbijského původu. Jazyk byl blízce příbuzný s moderním nobiinským jazykem, jenž patří do nilo-saharské skupiny jazyků a užívá se v severní Núbii. Díky tomu zůstaly literární pozůstatky makúrijské doby prakticky nepřetržitě srozumitelné. Valná většina těchto děl však je náboženského či právního charakteru a o dějinách konkrétního státu vypovídají velmi málo. Největší známá sbírka, nalezená v Kasr Ibrímu, obsahuje několik cenných právních dokumentů a korespondencí, např. dopis abbásovského vládce Egypta makúrijskému králi z roku 758, který patří mezi nejstarší známé zachované arabské dokumenty.
V posledních desetiletích se nejlepší metodou získávání informací o Makúrii stala archeologie. Asuánská přehrada roku 1964 zatopila až polovinu území historického Makúrijského království, proto roku 1960 UNESCO vyvinulo značné úsilí, aby se pomocí archeologie zachránilo co nejvíce památek. Na vykopávkách se několik let podílely tisíce odborníků z celého světa; skupina archeologů z Polska prováděla vykopávky v katedrále ve městě Faras, britský tým pracoval v Kasr Ibrímu a skupina z Ghanské univerzity ve městě Debeira West, které vydalo informace o každodenním životě z období středověké Núbie. Všechna tato místa se nacházejí na území někdejší Nobatie, jediné větší archeologické naleziště v samotné Makúrii (jižní části Makúrijského království) se nachází v hlavním městě Dongole.

## Historie

### Počátky

Makúrijské království v zelených hranicích, na jihu se nachází království Alódie

Počátky makúrijského státu jsou nejasné především kvůli nedostatku relevantních zdrojů. Klaudios Ptolemaios soudí, že Núbijci, známí latinizovaně jako Maccuritae, mohli být předky Makúrijců. Stejného názoru je i kronikář Jan z Biclara. Samotné Makúrijské království se zformovalo v období 4.–5. století na troskách starověkého Aksumského království. Hlavní město Dongola bylo vybudováno v druhé polovině 5. století některým z makúrijských králů. Zbudováním opevněného hlavního města se završil proces urbanizace a konsolidace Makúrijského království. První zmínku o Makúrii přinesl v 6. století Jan z Efesu, který odsuzoval makúrijské nepřátelství vůči monofyzitským misionářům, kteří putovali do sousedního království Alódie. Arabové v počátcích 6. století země na jihu od Egypta nazývali Bilád an-Núbíja – země núbijská a zahrnovali tak všechny tři núbijské státy v celek.
Když Arabové roku 641 dobyli Egypt a oddělili jej tak od Byzantské říše, brzy se jejich dobyvačné úsilí obrátilo i na jih. Roku 652 vpadla do Núbie armáda o síle 5 000 mužů vedená Abdulláhem bin S'adem. V bitvě u Dongoly však Arabové byli Núbijci zdecimováni, ale hlavní město, včetně katedrály, bylo poškozeno. V boji proti Arabům se zvláště vyznamenali slavní núbijští lučištníci. Porážka u Dongoly byla jediným velkým neúspěchem během prvního století islámské expanze, jenž vedl k bezprecedentní dohodě, zvané bakt, která zaručovala mírové vztahy mezi oběma stranami na dalších téměř 600 let. Součástí smlouvy byla i hospodářská spolupráce; Núbijci každý rok poslali do Egypta 400 otroků, zatímco Egypťané na jih dodávali na oplátku potraviny a další zboží, jako koně, či látky.

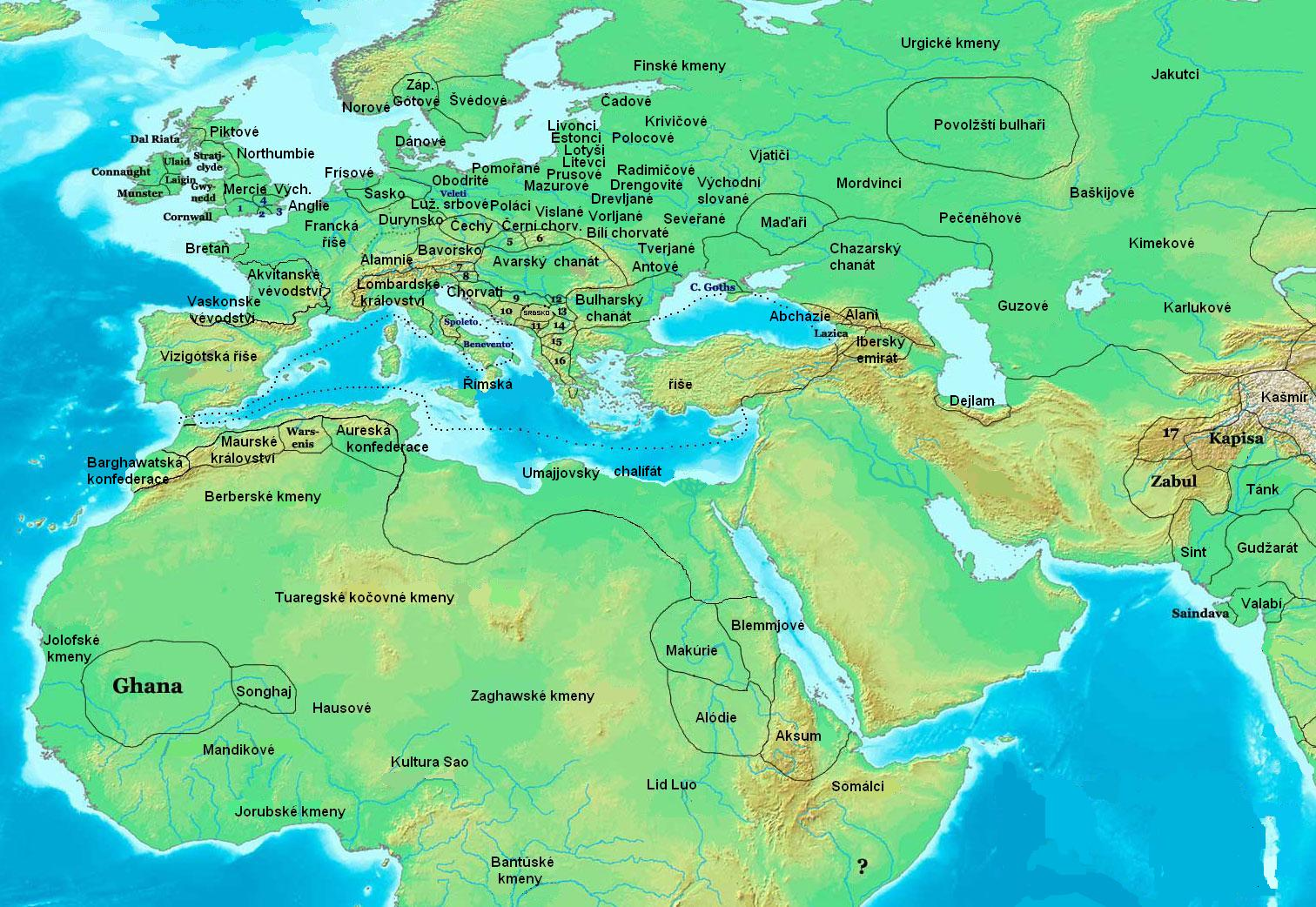
Evropa, Afrika a Blízký východ
kolem roku 700

Núbie nebyla jednolitým státním celkem, ale existovala zde jednotlivá nezávislá křesťanská království. Makúrie svou expanzi zaměřila na sever a ke svému území připojila jedno z dalších núbijských království, Nobatii. Kdy k tomu přesně došlo, není jisté; podle jedné z teorií se tak stalo v době, kdy Egypt obsadili perští Sásánovci, tedy v rozmezí let 619–628. Arabské popisy invaze roku 652 se zmiňují již jen o samostatném státu s centrem v Dongole. Bakt, vyjednaný makúrijským králem, se vztahoval na celou Núbii na sever od Alódie. To badatele vedlo k závěru, že v této neklidné době již obě království byla sjednocena. Nicméně životopis patriarchy Izáka z Alexandrie, pocházející z roku 690, se zmiňuje o dvou znepřátelených královstvích – Nobatii a Makúrii. Jasný důkaz o sjednocení obou království poskytují až nápisy z Taify pocházející z doby vlády krále Merkuria, podle nichž se Nobatie nacházela pod makúrijskou vládou od poloviny 8. století; každý pozdější pramen již hovoří o Nobatii jako o součásti Makúrijského království, což vedlo k přesvědčení, že Nobatie byla obsazena za vlády Merkuria, který byl jáhnem Janem nazýván „Nový Konstantin“.
Výraz Makúrie se užívá pro označení celého státu, ačkoliv samotná historická Makúrie je pouze jižní část království. Někdy se užívá zeměpisného označení Núbie, bez ohledu na politické celky, které se kromě Makúrijského království v Núbii nacházely, což bylo zejména nezávislé Alódijské království. V pozdějších staletích se užívá podle hlavního města také název Dongolské království, případně Království Makúrie a Nobatie, což naznačuje personální unii a federální ráz království. Dalším názvem může být Dotawo, který ale rovněž označuje další zcela nezávislé núbijské království.

### Na vrcholu moci
V období 8. a 9. století byla Makúrie stabilní a prosperující zemí; núbijská keramika, malířství i architektura dosáhly svého vrcholu. V té době byl Egypt oslaben častými občanskými válkami, a tak nepředstavoval pro na jih ležící Núbii hrozbu. Namísto toho to byli Núbijci, kdo intervenoval do záležitostí svého souseda; značná část obyvatelstva horního Egypta byla stále křesťanská a egyptští křesťané se obraceli na núbijské krále se žádostmi o ochranu. Jeden záznam dokonce hovoří o vyplenění Káhiry v 8. století, ale tato zpráva je pravděpodobně apokryfní.
Z této doby není ohledně Makúrie známa žádná mezinárodní dohoda, jež by se svým významem rovnala baktu. Roku 836 král Zachariáš III. vyslal svého syna Georgia do Bagdádu vyjednávat s chalífou o muslimském osídlení Nobatie a pohraniční pevnosti el-Kasr, kterou drželi muslimové. Princ Georgios již jako král Georgios I. později s pomocí svých synů dokázal odrazit invazi arabského dobrodruha al-Umarího, který se pokusil ve jménu Egypta obsadit se svou soukromou armádou oblast makúrijských zlatých dolů. Během bojů s al-Umarím došlo k pokusu o převrat ze strany Georgiova synovce, generála Niuty, který však potlačil Georgiův syn, princ Zachariáš.

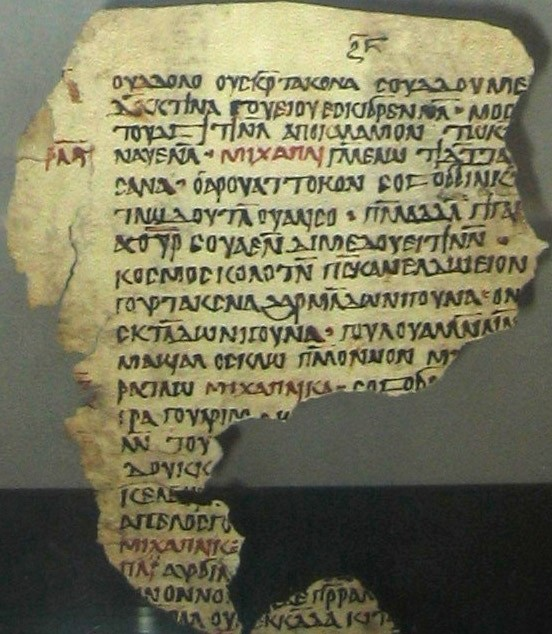
Strana ze staronúbijského
překladu Liber Institutionis
Michaelis Archangelis z 9.–10. století, nalezeného v Kasr Ibrímu a nyní umístěného v Britském muzeu

Za vlády dynastie Fátimovců udržoval Egypt s Makúrií přátelské a těsné vztahy. Šíitští Fátimovci neměli v okolním sunnitském světě mnoho spojenců, neváhali proto udržovat spojenectví se svými jižními křesťanskými sousedy. Základ fátimovských vojsk tvořila profesionální palácová garda složená z vojenských otroků; egyptská vojenská vojenská moc tak přímo závisela na otrocích dodávaných z Núbie, kteří sloužili ve fátimovské armádě, ponejvíce jako pěchota a pěší lučištníci, proslavení svou statečností. Kvetl i obchod mezi oběma zeměmi: Egypťané na jih vyváželi pšenici, lněné tkaniny a víno, zatímco z jihu do Egypta proudila slonovina, dobytek, pštrosí peří a otroci. Když roku 1171 byla fátimovská dynastie v Egyptě přemožena sunnitskými Zengíovci z Damašku, vztahy s Núbii začaly upadat. Krátce po uchopení moci v Káhiře Saladinem Núbijci vtrhli na sever – je možné, že jejich motivem byla podpora fátimovským spojencům. Saladin a jeho ajjúbovští příbuzní makúrijskou agresi neponechali bez odezvy; roku 1173 muslimové pod vedením Saladinova bratra Šamse ad-Dauly Turanšáha vpadli do Núbie. Muslimové Núbijce zpočátku porazili a obsadili Kasr Ibrím. Ajjúbovci však došli k závěru, že Núbie je příliš chudá a nestojí za dobývání. Roku 1175 tak muslimové Kasr Ibrím opustili a stáhli se zpět na sever. Ve 13. století Ajjúbovci se svými jižními sousedy žádné kontakty neudržovali.
Z hlediska Evropy jsou zajímavou kapitolou kontakty Makúrie s evropskými křižáky. Křižácké státy v čele s Jeruzalémským královstvím roku 1163 svou pozornost zaměřily na Egypt. Po několika expedicích se jeruzalémskému králi Amaurymu I. podařilo roku 1167 Egyptu vnutit svou autoritu. Ačkoliv jeho protektorát nad Egyptem trval necelý rok, křižáci zde měli možnost získat povědomí o sousedních zemích včetně Makúrie. Pro Evropany tyto zprávy z Palestiny poprvé zdokumentoval Richard z Poitou.

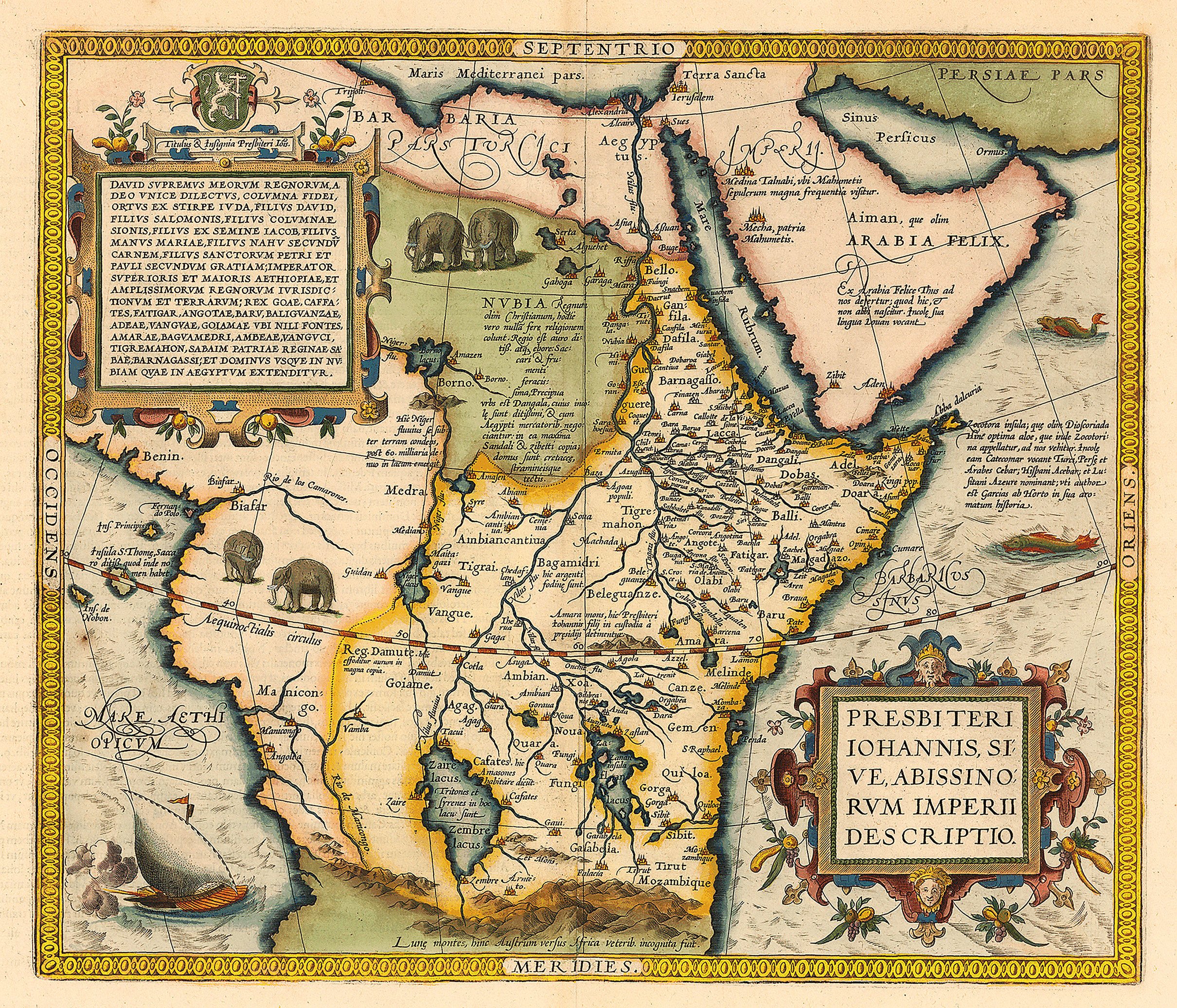
Latinská mapa se zobrazením
Núbie a „království kněze Jana“

Když se Egypta zmocnil Saladin a roku 1173 napadl Núbii, Makúrijci jej začali vnímat jako hrozbu, což vedlo k tomu, že jednotliví núbijští velmoži zkontaktovali evropské křižáky. Když však Saladin svou invazi roku 1175 ukončil, Núbijci dali přednost dodržování baktu a míru s muslimy. Ale již roku 1204 se jeden z núbijských vládců setkal v křižáky právě dobyté Konstantinopoli s vůdci čtvrté křížové výpravy a jednal s nimi o možném společném útoku na Egypt, avšak žádné konkrétní dohody nebylo dosaženo. Makúrijci se tak žádné křížové výpravy nikdy fakticky neúčastnili. Nic též nenaznačuje, že by křižáci pronikli do Horního Egypta po souši ani že by oblast prozkoumávali z Rudého moře s výjimkou pirátského nájezdu Renauda de Châtillon na podzim roku 1182. Znalosti Evropanů o súdánských křesťanských zemích se tak povšechně omezovaly na to, že nějaké takové státy existují, a oblast Etiopie si začali spojovat s legendou o mocném východním křesťanském králi, knězi Janovi.
Když do Egypta vstoupila pátá křížová výprava, která roku 1218 dobyla Damiettu, plánoval její velitel papežský legát Pelagio Galvani dobytí celého Egypta, přičemž se hodlal opřít i o jižní křesťanské, i když z pohledu západních katolíků heretické státy. Jeho informace o núbijských státech však byly jen kusé, žádné skutečné vztahy s núbijskými státy nenavázal a křížová výprava brzy ztroskotala.

### Úpadek
O období let 1171–1272 neexistují žádné prameny a události těchto let byly dlouhou dobu záhadou, ačkoliv modernímu bádání se podařilo tuto éru částečně osvětlit; zdá se, že Makúrie nastoupila cestu pomalého úpadku. Nejpodrobnějším zdrojem je dílo Ibn Chaldúna, který působil ve 13. století, a který píše o úpadku křesťanských království, jenž se projevoval také tím, že křesťanští Núbijci provdávali své dcery za muslimské Araby. Egyptští Ajjúbovci a později mamlúci se velmi tvrdě vypořádali s beduínskou hrozbou a nomádi byli nuceni stáhnout se na jih, kde se dostali do konfliktu s Núbijci. Archeologie přináší jasný důkaz vzrůstající nestability makúrijského státu. Kolem dříve neopevněných měst vyrostly městské hradby, lidé opouštěli nebezpečná území a hledali útočiště v lépe bráněných lokalitách jako byly vrcholy skal v Kasr Ibrímu. Domy v celém regionu byly stavěny mohutnější, s tajnými skrýšemi na jídlo a další cennosti. Postupně se na křesťanském území rozmáhala arabizace a islamizace. Součástí baktu byl volný obchod mezi Egyptem a Makúrií a arabští obchodníci po celou dobu získávali dominantní pozici na trhu v Dongole a dalších núbijských městech. Nakonec se celá severní oblast, většina někdejší Nobatie, stala z větší části arabskou a islámskou zemí stále více známou jako al-Maris a stále více nezávislou na centrální vládě v Dongole.

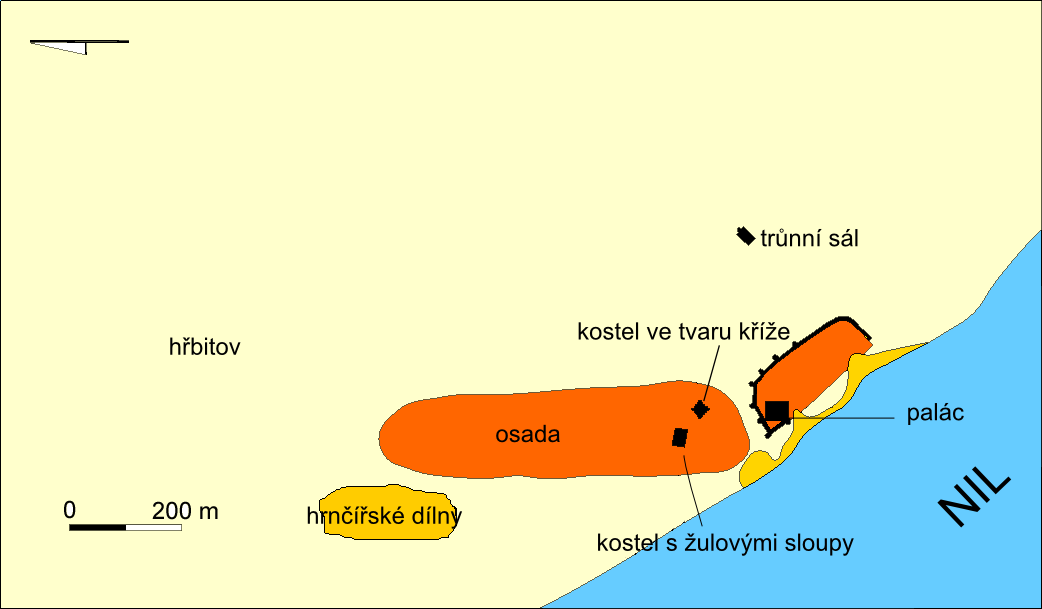
Plán hlavního města Dongoly

I když nájezdy pouštních kmenů mohly být klíčovým faktorem, který přispěl k pádu Makúrie, daleko lépe zdokumentována jsou tažení egyptských mamlúků. Důležitým bodem baktu mezi Egyptem a Makúrií byl závazek, že Makúrie zabezpečí společné hranice proti nájezdům pouštních nomádů, jako například Bedžů. Makúrijský stát však již nemohl svým závazkům dostát, a tak na společné hranici operovala egyptská vojska, což Makúrii ještě více oslabovalo. V srpnu roku 1272 makúrijský král David I. vytáhl proti Egyptu a dobyl přístavní město Aidhab. Makúrijci se poté stočili do pouště a napadli egyptský Asuán. Mamlúcký sultán Bajbars, zvaný „Panter“, na makúrijskou agresi odpověděl rychle a ještě téhož roku vpadl do Núbie, čímž začal několik desetiletí, během nichž egyptští mamlúci aktivně zasahovali do vnitřních záležitostí Makúrijského království. Bajbarsův vpád zanechal Makúrii vydrancovanou a bezbrannou vůči dalším vpádům nomádských kmenů.

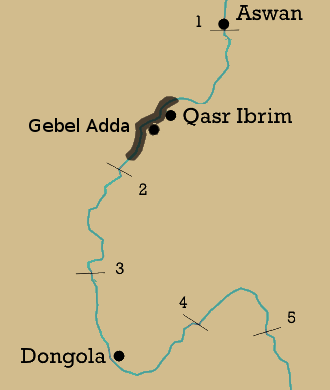
Nepatrná rozloha Makúrie v roce 1365 s hlavním městem Dau

Vnitřní nesváry zapříčinily další rozvrat státu; Davidův bratranec Šekanda si trůn nárokoval pro sebe, a roku 1275 proto odcestoval do Káhiry, aby si získal podporu mamlúků. Bajbars Šekandu podpořil a roku 1276 vpochodoval do země, dobyl město Dau (dnešní Džebel Adda) a nilský ostrov Mainarti, což mamlúkům otevřelo bránu do Núbie. Král David uprchl do al-Abwab, jenž byl součástí sousední Alódie, kde byl místním vládcem zajat a roku 1277 vydán mamlúkům. Na dongolský trůn byl dosazen Šekanda. Šekanda pak sultánovi odstoupil rozsáhlé území na severu a zavázal se platit velký tribut. Mamlúci navíc v Dongole zničili chrám, jenž nechal postavit David II. Roku 1286 však Šekandu svrhl Šamamun, další člen makúrijské královské rodiny, a zahájil povstání, které porazilo mamlúckou posádku v Dongole. Šamamun poté uchopil moc pevně do svých rukou a podařilo se mu dostat Núbii zpět pod makúrijskou vládu a úspěšně odrazit nájezdy mamlúků z Egypta. Šamamun vládl až do konce 13. století, jeho nástupcem se stal Amy, který vládl do roku 1310, kdy byl zavražděn. Po něm nastoupil Karanbas, poslední známý křesťan na makúrijském trůnu.
Po klidném období vlády krále Karanby, kdy Makúrie neplatila Egypťanům tribut, však Egypťané znovu zaútočili. V té době se k moci dostala muslimská část makúrijského královského rodu; král Sanbu oficiálně Makúrii prohlásil za muslimskou a roku 1317 byla dongolská katedrála přeměněna v mešitu. To však nebylo přijato dalšími makúrijskými vůdci a Makúrie upadla do chaosu občanských válek a nepokojů. Venkov byl pod kontrolou kočovných pouštních kmenů a samotné království již fakticky neovládalo nic než hlavní město a jeho bezprostřední okolí. Ačkoliv za krále Kanz ad-Dauly se Makúrii znovu podařilo získat nezávislost, byla Dongola srovnána se zemí. Roku 1365 Arabové zavraždili makúrijského krále a hlavní město země se přesunulo z Dongoly do Dau. Posledním známým důkazem existence makúrijské dynastie je její žádost o pomoc mamlúckého sultána z roku 1397. Toho roku král z Dau uprchl do Káhiry a Makúrijské království přestalo existovat. V roce 1412 převzal kontrolu nad Núbií a egyptskou Thébanidou arabský kmen z Egypta známý jako Banú Kanz („synové Kanzu“), což byl kmen vzešlý z arabského kmene Rabi'a a nomádských Bedžů, který již po několik století představoval vážného soupeře pro Egypt. Banu Kanz oblast fakticky drželi až do roku 1517, kdy ji dobyl a přičlenil k Egyptu osmanský sultán Selim I. Mísení mezi Banu Kanzy a Núbijci přispívalo k další nenásilné islamizaci Núbijců.

## Ekonomika

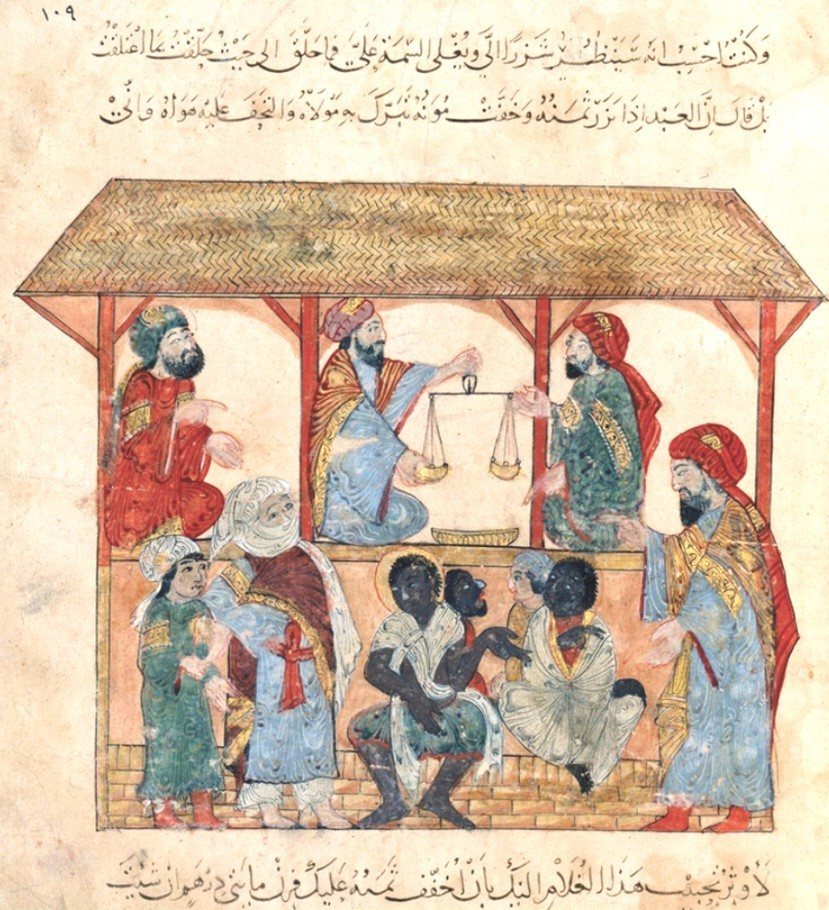
Trh s otroky v Zabídu.
(V dnešním Jemenu).
Knižní ilustrace Jahjá al-Wasítího k arabskému rukopisu Makámat
al-Harírího z let 1236–37

Ekonomika Makúrie byla zaměřena především na zemědělství, předpokládá se, že se zemědělstvím zabývala většina obyvatel. Sklizně různých plodin jako ječmene, prosa či datlí se konaly několikrát do roka. Zemědělství v tomto regionu bylo podobné jako ve starověku; núbijské státy zdědily zemědělské metody i technologie od starověké Meroe. Podél Nilu se nacházely malé plochy zavlažované půdy, které byly zúrodňovány každoročními záplavami. Důležitým technologickým pokrokem byla sakía, dobytkem poháněné vodní kolo, které se používalo již v římských dobách a pomáhalo zvyšovat výnosy. Struktura osídlení ukazuje, že půda byla rozdělena spíše na jednotlivé pozemky než na feudální velká panství. Rolníci žili v malých vesnicích v podobě shluků domků postavených z nepálených cihel.
Důležitými řemeslnými odvětvími byla produkce keramiky, jejímž střediskem byl Faras, a tkalcovství, jehož centrum bylo v Dongole. Menší roztroušené řemeslné dílny se zabývaly zpracováním kůže, kovů, rozšířené bylo také košíkářství a výroba rohožek a bot, které se pletly z palmových vláken. Významná byla také těžba zlata v kopcích u Rudého moře na východě země.
Makúrijský obchod byl většinou směnný (směnnou hodnotu představovali otroci, dobytek a velbloudi), země nikdy nepřijala vlastní měnu. Na severu země se nicméně běžně vyskytovaly egyptské mince. Z Egypta proudily na jih řemeslné výrobky a luxusní zboží, zatímco hlavním makúrijským vývozním artiklem byli otroci. Otroci, se kterými Makúrie obchodovala, nepocházeli ze samotné Makúrie, ale převážně ze zemí na jih a západ od Makúrie, které zůstávaly „pohanské“, např. ze Súdánu, a většinou byli určeni pro vojenskou službu. Vzhledem k počtu vojenských otroků ve fátimovských armádách muselo být otroků, kteří proudili z jihu do Egypta, mnohonásobně více než 400 ročně, jak definoval bakt. Když v Egyptě přišel k moci sultán Saladin, súdánské gardy oddané Fátimovcům proti němu povstaly, ale jejich vzpoura byla potlačena. Nový sultán tak poznal, že na stará fátimovská vojska nelze spoléhat a opíral se ponejvíce o své vlastní vojenské otroky – mamlúky pocházející z Asie. Poté, co roku 1250 v Egyptě sami mamlúci svrhli ajjúbovskou dynastii, zakázali nasazování nespolehlivých černošských otroků pro vojenské účely. Avšak v dolech, pro domácí práce a další činnosti byli černoši využíváni i nadále.
O obchodu a vztazích Makúrie s ostatními africkými zeměmi je známo jen velmi málo. Existují archeologické důkazy, například nalezená keramika, o obchodu s oblastmi na západě jako byl Dárfúr a Kordofán či muslimská Kanemská říše na území dnešního Čadu a jižní Libye. Podle četnosti nálezů makúrijské křesťanské keramiky a dokonce kláštera naznačují, že severní Dárfúr byl pod silným makúrijským vlivem; ten si Makúrie udržovala i v Kordofánu. Západním směrem sahal makúrijský vliv přibližně k pohoří Ennedi a Tibesti. Významné diplomatické vztahy Makúrie udržovala s křesťanským Etiopským císařstvím, které leželo na jihovýchodě. Například makúrijský král Georgios II. v 10. století úspěšně zasáhl ve jménu neznámého tehdejšího vládce Etiopie a přesvědčil alexandrijského patriarchu Filothea, aby pro etiopskou ortodoxní církev ustanovil vlastního metropolitu (známého jako abuna). Menší nálezy poté ukazují na čilé obchodní vztahy mezi oběma státy.

## Vládní systém

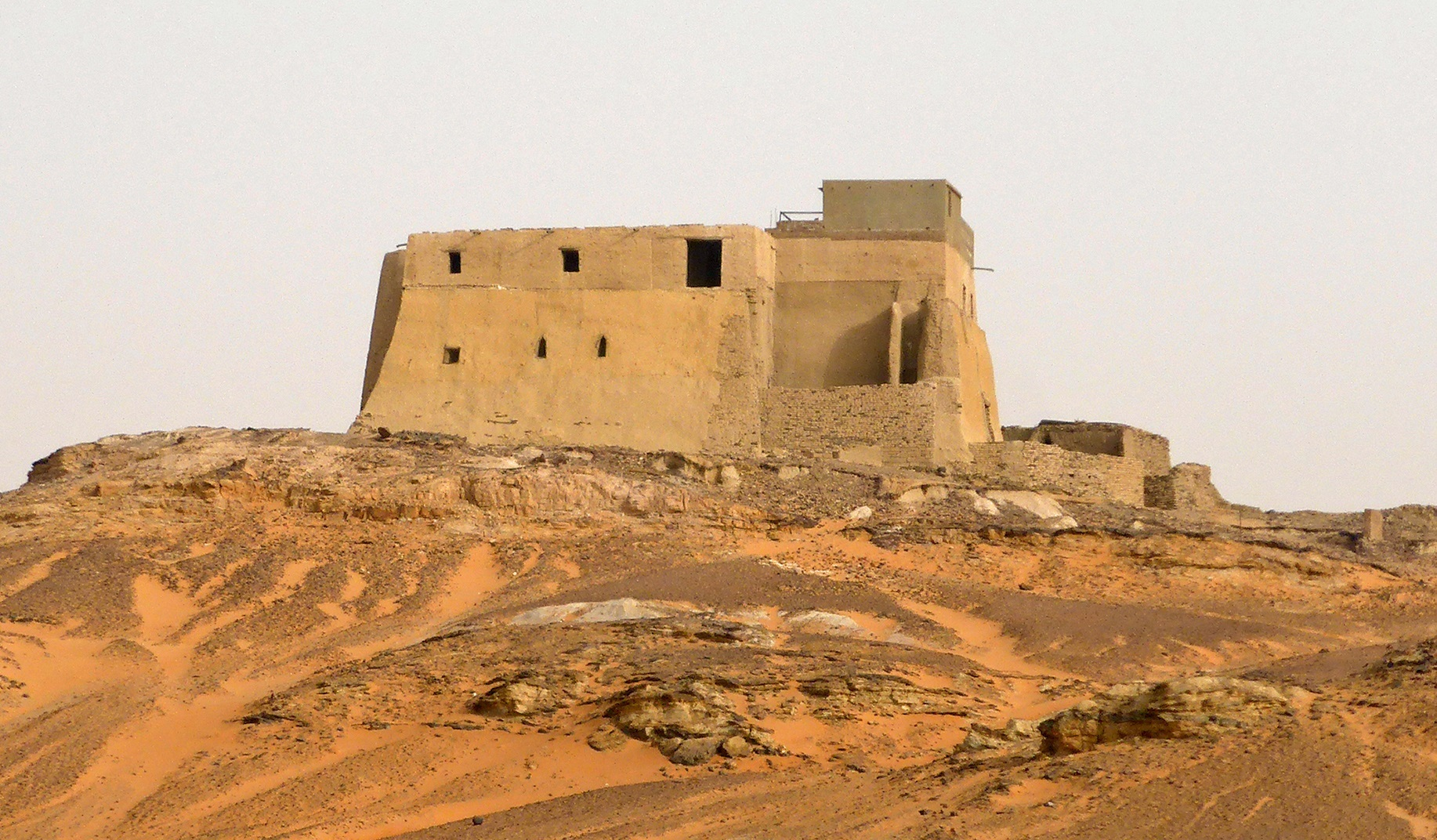
Trůnní sál v Dongole, jež byl v 1317 přeměněn na mešitu.

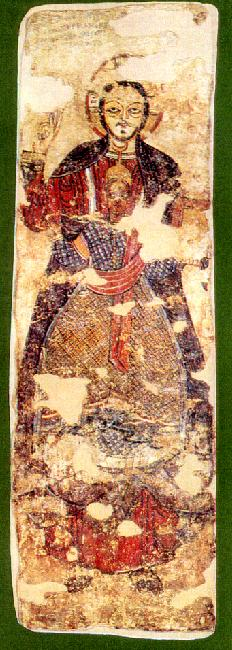
Eparcha a Kristus, malba
z první poloviny 12. století

Makúrie byla monarchie v čele s králem, jenž sídlil v Dongole. Král byl rovněž pokládán za kněze a mohl sloužit mše. Systém nástupnictví není zcela jasný; raní autoři naznačují, že přecházelo z otce na syna. Nicméně v 11. století se jasně zdá, že v Makúrii nástupnictví přecházelo z krále na syna královy sestry, tedy systém, který se po tisíciletí udržoval ve starověkém Kušitském království. P. L. Shinnie spekuluje, že tento pozdější nástupnický systém mohl být používán i dříve a že arabští cestovatelé před 11. stoletím systém nepochopili a nesprávně jej popsali jako systém podobný tomu, který byl obvyklý v arabských zemích.
O vládní administrativě podřízené králi je známo jen málo. Široký úřednický aparát obvykle užíval byzantských úřednických titulů, ale role jednotlivých úřadů nebyla nikdy objasněna. Díky dokumentům nalezeným v Kasr Ibrímu je dnes velmi dobře známa úloha jednoho úřadu – nobatijského eparchy – který poté, co Nobatii anektovala Makúrie, plnil v oblasti funkci místokrále; jeho sídlo bylo ve Farasu. Eparchovy záznamy objasňují, že mezi jeho úlohy patřil dohled nad obchodem a rovněž měl mandát k vyjednávání s Egyptem. Rané dokumenty naznačují, že eparcha byl zpočátku dosazován králem, ale pozdější zprávy naznačují, že eparchát se stal dědičným. Eparchie se nakonec stala územím nezávislým na centrální vládě v Dongole a posléze se dostala pod kontrolu Egypta.
Na chod státu mohli mít vliv i biskupové. Arabský diplomat Ibn Selim al-Asuání poznamenal, že před tím, než král odpověděl na jeho poselství, setkal se s biskupskou radou. Al-Asuání popisuje vysokou centralizaci státní moci, ale jiní autoři uvádějí, že Makúrie byla federací třinácti království, s dongolským králem v čele a připomínala tak spíše impérium, než království. Jak to ve skutečnosti bylo není jisté, ale v dokumentech z Kasr Ibrímu je význačně zmiňováno Dotawské království, které mohlo být jedním z makúrijských federálních států. Co se týče výrobního systému, tak z pramenů je možné odvodit, že v Makúrii byla založena na rané formě feudalismu se silnou pozicí otrokářského systému.

## Mezinárodní vztahy
Zdaleka nejvýznamnějšího zahraničního partnera pro Makúrii díky baktu představoval Egypt pod vládou Fátimovců, a to především na hospodářské úrovni. Vztahy muslimského Egypta s křesťanskou Núbií a Etiopií byly udržovány prostřednictvím alexandrijského patriarchátu. Bakt v makúrijsko-egyptských vztazích definoval především hospodářskou spolupráci, dále volný pohyb občanů a jejich vzájemnou ochranu a pakt o vzájemném neútočení. Protože však Makúrie byla křesťanská, jinou formu vztahů, než hospodářskou, ani s Egyptem, ani s jinými muslimskými zeměmi nenavazovala.
Nejbližší křesťanskou zemí byla pro Makúrii sousední Alódie s hlavním městem Sóbou. Vztahy Alódie a Makúrie byly v dobách christianizace napjaté, protože Alódie přijala monofyzitské vyznání, zatímco Makúrie ortodoxní chalkedonské. Archeologické nálezy ukazují značné kulturní rozdíly mezi oběma zeměmi a podle systému alódijského opevnění na severních hranicích se usuzuje, že vzájemné vztahy Alódie a Makúrie byly nepřátelské. Arabští cestovatelé poté popisují, že Alódie byla mocnější a bohatší, než sousední Makúrie. Naproti tomu vztahy s Habešským císařstvím byly dobré; například spolupráce habešského císaře a makúrijského krále Georgia II., který využil svůj vliv v Alexandrii, aby přesvědčil patriarchu Filothea, aby etiopské církvi, jež byla padesát let bez vlastního metropolity, jmenoval nového primase. To dokazuje existenci určité formy církevní unie, která však nebyla zvláště pevná.
Zejména v počátcích christianizace byly pro Makúrii důležité kontakty na křesťanskou Byzantskou říši, s níž Makúrii spojovalo společné státní vyznání; byzantská kultura makúrijskou silně ovlivnila. Když Arabové dobyli Egypt, přerušili tak všechny náboženské a diplomatické kontakty Núbie s Byzancí a Makúrie se tak musela v náboženských otázkách přeorientovat z Konstantinopole na Alexandrii. Během křížových výprav Makúrijci navázali několikrát kontakty s evropskými křižáky, zejména roku 1175, kdy Saladin ohrožoval ze severu Núbii a křižáci několik let před tím do Egypta několikrát vojensky intervenovali. Nicméně jednání s Evropany nikdy nedospěly k žádnému spojenectví a vztahy s nimi nebyly trvalejšího rázu.

## Náboženství

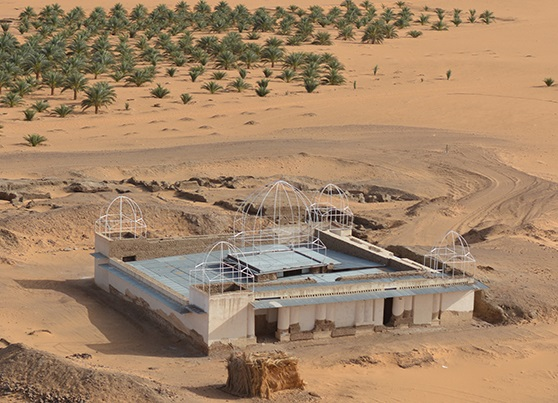
Rekonstruovaný makúrijský kostel v Banganarti, jižně od Dongoly

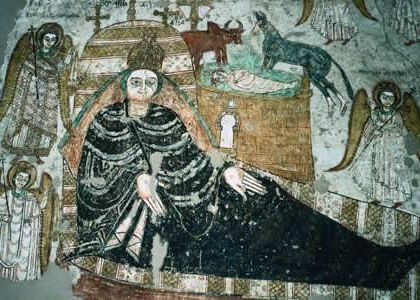
Nástěnná malba z faraské katedrály zobrazující narození Ježíše Krista

Jednou z nejdiskutovanějších otázek mezi badateli je náboženství Makúrie. Až do 5. století se zdá, že staré merojské pohanství si udržovalo silnou pozici, dokonce i když v sousedním Egyptě bylo tradiční náboženství zatlačeno křesťanstvím. V pátém století pohanští Núbijci podnikli vpád na sever do Egypta jako odvetu za to, že se křesťané pokusili některé hlavní pohanské chrámy přeměnit v kostely. Archeologické důkazy z tohoto období odhalily v Núbii množství křesťanských ornamentů, což podle některých badatelů znamená, že konverze v oblasti Núbie zakořeňovala odspodu.
Christianizace Núbie neorganizovaně započala v 6. století a podíleli se na ní mniši usazení v Núbii i různí obchodníci, ale o těchto raných pokusech se nezachovaly významnější zprávy. Východořímská říše za vlády císaře Justiniána I. vyslala oficiální výpravu, která se měla pokusit obrátit núbijská království ke křesťanství chalkedonského vyznání, ale císařovna Theodora údajně zdržovala vyslání melchitské („císařské“) misionářské skupiny, aby tak do Núbie mohla jako první dorazit jiná skupina monofyzitských misionářů. Theodořina monofyzitská výprava vedená misionářem Juliánem a Theodorem, monofyzitským biskupem z Philae, dorazila do Nobatie roku 543 a během dvou let se jí podařilo pokřtít nobatijského krále a část populace. Podle Jana z Efesu, jehož církevní dějiny jsou nejdůležitějším zdrojem o rané christianizaci Núbie, se monofyzitským misionářům podařilo konvertovat núbijská království Alódie a Nobatie, zatímco Makúrie byla evangelizována jako poslední byzantskými ortodoxními misionáři, podle Jana z Biclara roku 569. Po oficiálním přijetí křesťanství státem (pokřtěním králů) následovala masová konverze obyvatelstva. Makúrie pak rozvinula těsnou spolupráci s Byzantskou říši, která se projevila např. v architektuře. Tisícileté tradice, jako např. budování monumentálních hrobek a pohřbívání do nákladných hrobů společně s drahými předměty, byly opuštěny a pohanské chrámy byly přeměněny v kostely. Kostely byly nakonec postaveny ve všech městech a vesnicích.

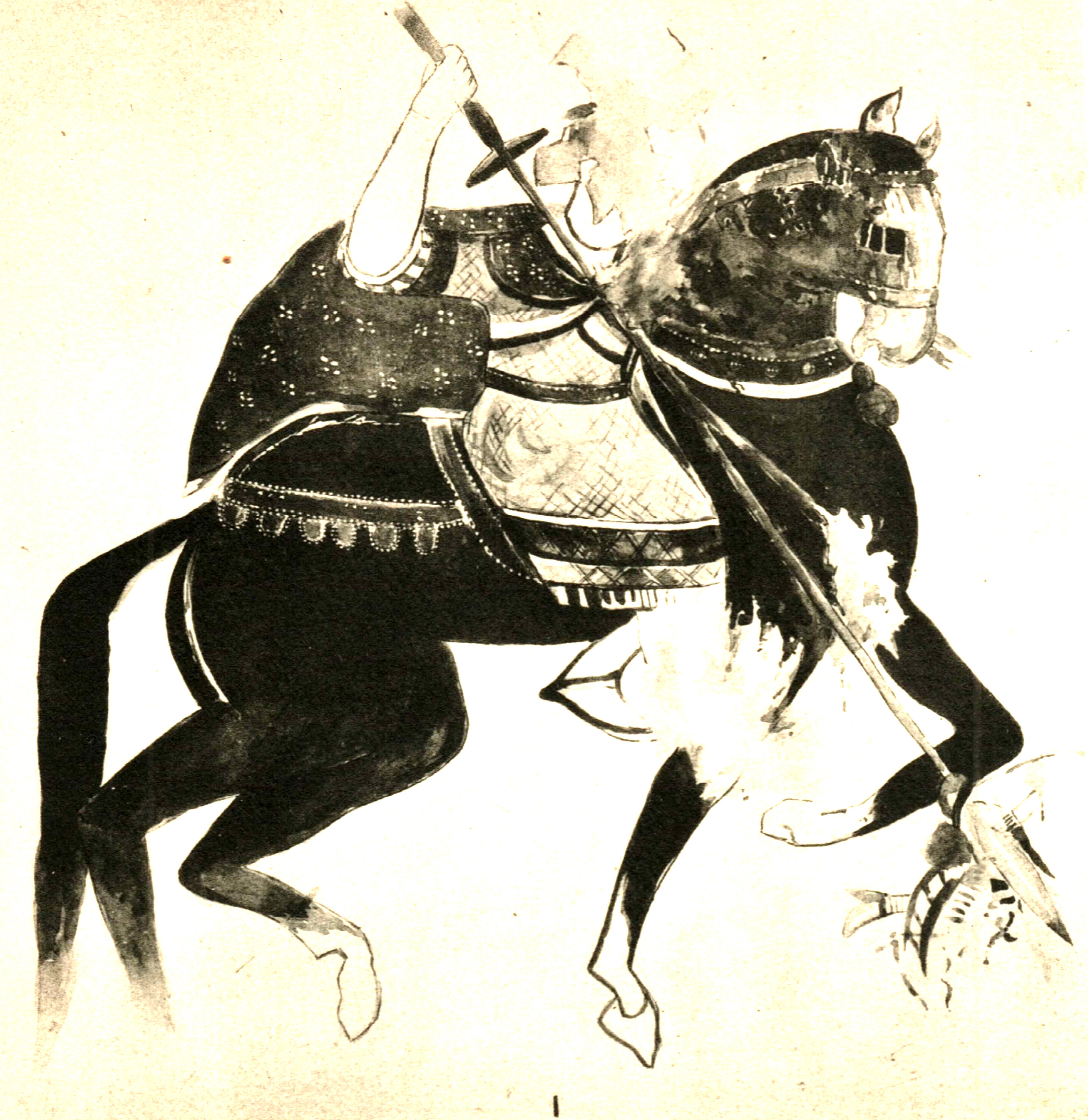
Ikona světce na koni, Faras, 12. století

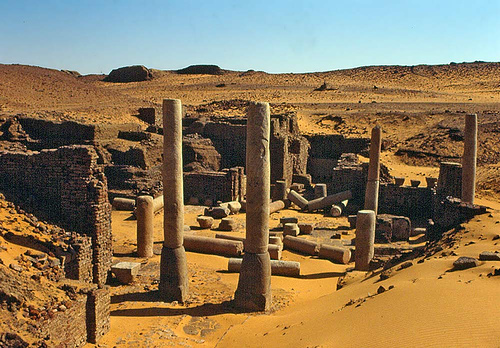
Zbytky Kostela
žulových sloupů, Dongola

Po definitivním přijetí křesťanství je však další směr makúrijské církve sporný. Je jisté, že v 7. století Makúrie oficiálně náležela ke koptské církvi a makúrijský král byl loajálním obráncem alexandrijského patriarchy, a občas vojensky zasáhl, aby patriarchu chránil; například roku 722 král Kyriakos I. vpadl v čele jednotisícové armády do Egypta a donutil Egypťany, aby propustili z vězení alexandrijského patriarchu, kterého předtím uvěznili. V témže období ortodoxní Makúrie obsadila monofyzitskou Nobatii, ale záhy Makúrie opustila pravověří a přijala monofyzitské vyznání, což vedlo mezi historiky k dohadům, proč vítězný stát přijal náboženství poražených; je však jisté, že koptský náboženský vliv byl v oblasti mnohem silnější, zatímco moc a vliv ortodoxní Byzantské říše upadala, což mohlo hrát roli. Historikové se rovněž neshodují, zda tím, že Makúrie přijala monofyzitské vyznání (tedy stejné, jako Egypt a ostatní núbijské státy), skončilo koptsko-ortodoxní schisma, protože existují důkazy o přítomnosti ortodoxní menšiny až do konečného pádu království.
Makúrijská církevní správa se dělila na sedm biskupství: Kalabša, Kupta, Kasr Ibrím, Faras, Sai, Dongola a Suenkur. Na rozdíl od Etiopie se zde neobjevuje žádná národní církev a všech sedm biskupů bylo přímo podřízeno koptskému patriarchovi v Alexandrii. Biskupové tak byli dosazováni patriarchou, nikoliv králem, což svědčí o silném vlivu, jenž si egyptští křesťané udržovali v Núbii, ačkoliv se zdá, že biskupové pocházeli z řad domorodých Núbijců, a ne rodilých Egypťanů. V Núbii bylo rovněž rozšířeno mnišství, což dosvědčuje již al-Asuání v 10. století a později Abú Sálih ve 12. století. Bylo identifikováno až padesát míst, která měla přímou souvislost s monasticismem, několik z nich bylo typických velkých klášterních komplexů podobných egyptským a palestinským, přičemž některé kláštery se nacházely ve městech, jiné byly zcela izolovány. V hlavním městě Dongole bylo objeveno množství klášterních objektů. Na východě města se nacházel velký klášter (Klášter svaté Trojice či Antonína Velkého), existující od 7. do 14. století, jehož nástěnné malby napovídají, že byl založen některým z makúrijských králů, jenž mohl být posléze pohřben v jeho kryptách; celý klášterní komplex byl pak možná poutním místem. Podobně jako v Evropě i zde byly kláštery centry vzdělanosti a snad i řemesel a umění.
Zánik křesťanství v Makúrii je nejasný. Poslední zmínka o křesťanství v Núbii pochází z roku 1742. Nástin obtíží, jimž křesťanství v Núbii čelilo po pádu křesťanských států, dává cestovatel Francisco Álvares, který ve 20. letech 16. století pobýval na dvoře habešského císaře Davida II. Álvares popisuje delegaci núbijských křesťanů, kteří císaře přišli požádat o kněze, biskupy a další církevní představitele, kteří byli nezbytní k udržení křesťanství v jejich zemi. David II. jim pomoci odmítl, odvolávaje se na to, že přijal svého biskupa od patriarchy z Alexandrie, a že poslové tedy mohou jít také za ním, aby jim pomohl.

## Kultura

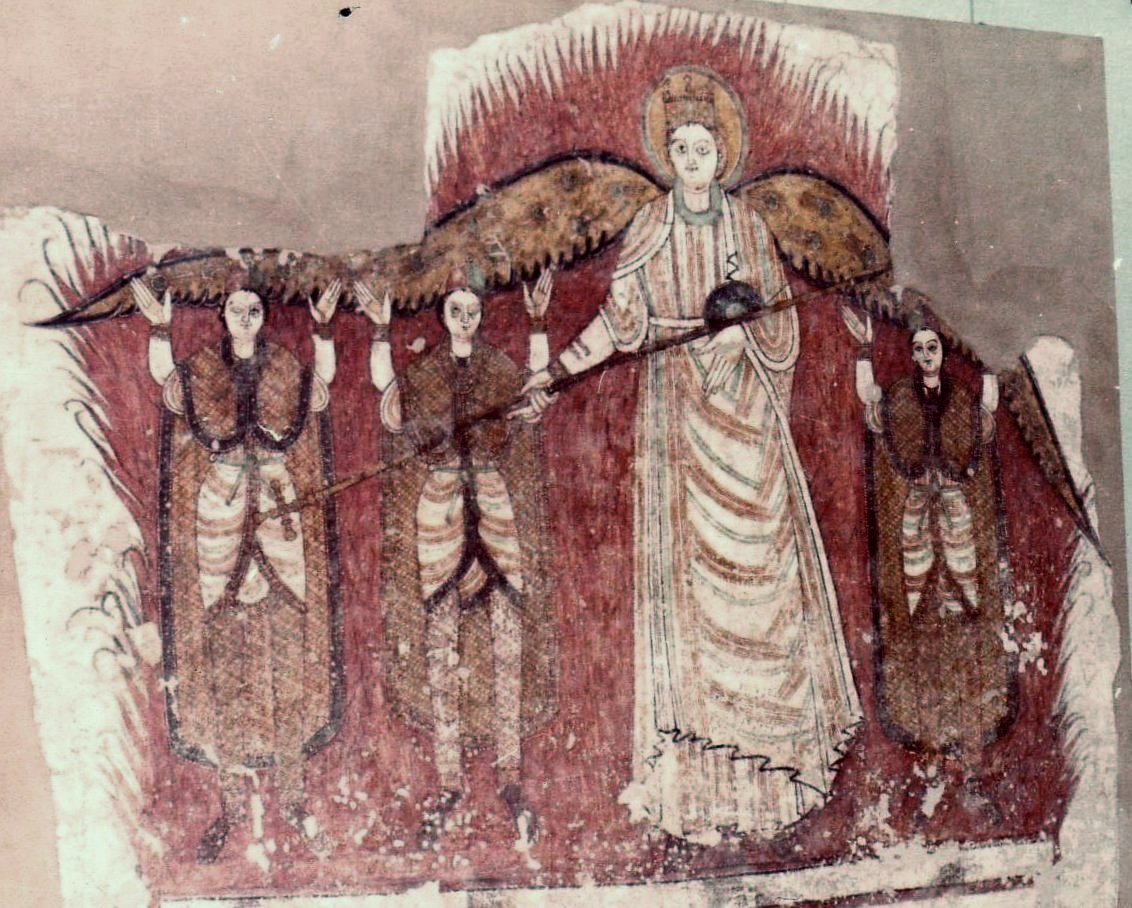
Nástěnná malba z núbijského kostela,
dnes umístěná v chartúmském muzeu,
představující výjev z biblické knihy Daniel

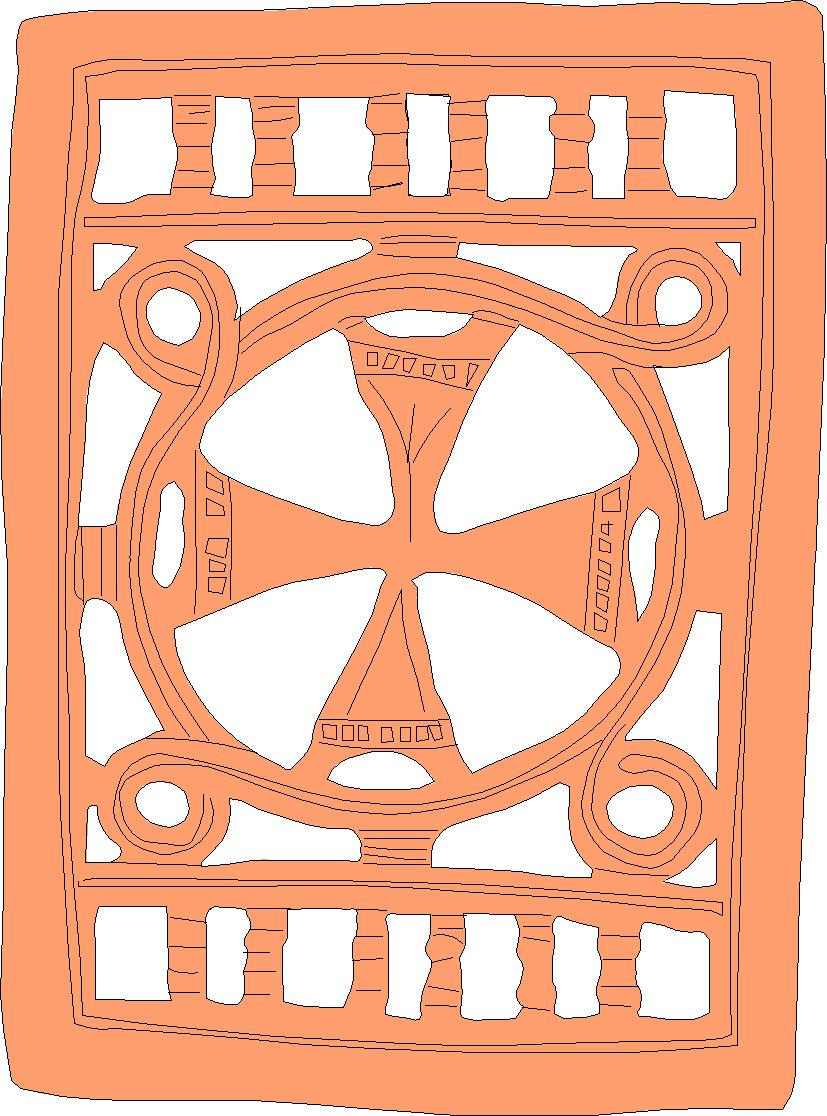
Rekonstrukce zdobeného okna dongolského Kostela žulových sloupů

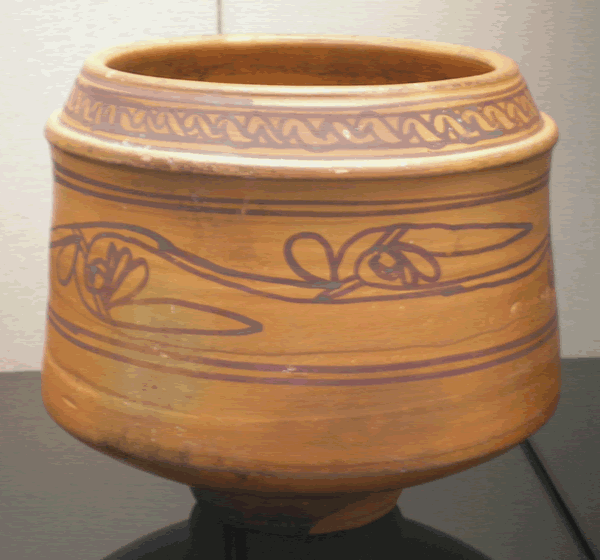
Středověká keramická nádoba pocházející z Kasr Ibrímu

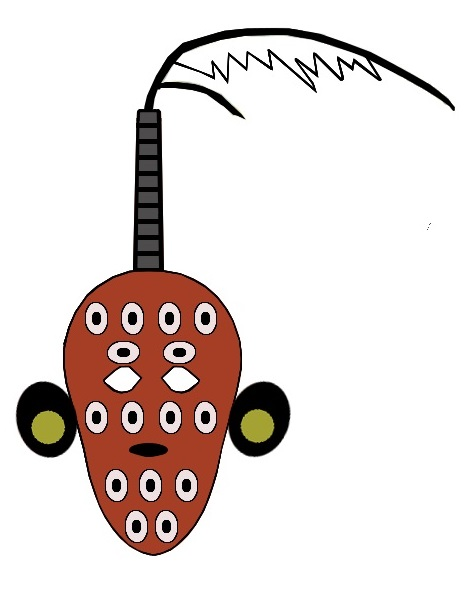
Makúrijská taneční maska

Kultura křesťanské Núbie byla dlouho považována za „stojatou vodu“, převážně proto, že makúrijské hroby byly oproti předchozím érám relativně malé a postrádaly pohřební předměty a cennosti, typické pro předkřesťanské období. V současnosti spíše převažuje názor, že tomu tak bylo z kulturních důvodů; makúrijská kultura a umění byly ve skutečnosti na vysoké úrovni.
Jedním z nejdůležitějších objevů spěšných vykopávek před tím, než měla voda z Nilu kvůli stavbě Asuánské přehrady zaplavit dolní Núbii, byla katedrála ve Farasu. Tato rozlehlá budova byla celá zaplněna pískem, který tak zakonzervoval množství cenných maleb. Podobné, i když ne tak zachovalé, malby byly nalezeny i na několika dalších místech v Makúrii – dokonce i v palácích a soukromých domech – a poskytují tak celkový přehled makúrijského umění. Styl i obsah maleb byl silně ovlivněn byzantským uměním, ale také se projevuje vliv koptského umění z Egypta i Palestiny. Makúrijské umění sloužilo v zásadě náboženství; jeho tématy jsou mnohé klasické biblické motivy, ale také králové a biskupové – nicméně světské postavy jsou malovány nápadně tmavší než postavy biblické; portréty králů byly malovány podle byzantského vzoru. Kostely byly zpočátku budovány ve stylu římských bazilik, kam se později, prostřednictvím kontaktů s Palestinou, promítaly syrské i arménské prvky.
Z makúrijského období je rovněž významná keramika. Podle Petera L. Shinnieho je to „nejbohatší původní keramika na africkém kontinentě“. Badatelé keramiku rozdělují do tří období:
1. První období, v letech 550–650 podle Adamse či 550–750 podle Shinnieho, byla keramika jednoduchá a velmi podobná pozdně antické římské keramice, přičemž se zdá, že většina místní keramiky té doby byla spíše dovezena z Egypta než vyrobena přímo v Núbii. Podle Williama Y. Adamse tento obchod ukončil úpadek umajjovské moci roku 750, podle jiných názorů se však na tom podepsala již arabská invaze do Egypta roku 652.[85]
2. Ve středním období se v Núbii více rozmohla domácí produkce; jejím největším centrem byl Faras. V tomto období, které trvalo přibližně do roku 1100, byla makúrijská keramika zdobena květinovými a zoomorfními motivy. Byla také zřetelně ovlivněna umájjovským a dokonce sásánovským uměním.[86]
3. V posledním období keramika odráží úpadek Makúrie jako státu; domácí produkce upadávala a na její místo přicházel opět egyptský dovoz. Původní makúrijská keramika se v období po 12. století stala méně ozdobnou, avšak lepší vypalovací postupy umožnily pestřejší zbarvení hlíny a výsledných výrobků.

V Makúrii se užívalo mnoho různých jazyků. V první staletích existence státu zde byl velmi silný byzantský vliv, díky čemuž se řečtina stala dominantním psaným jazykem a snad i jazykem královského dvora. V dalších staletích se řečtina objevuje při ceremoniálních příležitostech jakož i na náhrobních kamenech. Avšak řecké nápisy pocházející z doby po arabském dobytí Egypta se často vyznačují pravopisnými či gramatickými chybami, což reflektuje omezenou schopnost užívání tohoto jazyka (poslední řecký záznam pochází z roku 1181). Jako liturgický jazyk se řečtina udržela do 9. až 10. století, kdy ji nahradil jazyk běžné núbijské populace – staronúbijština, jež byla psána koptskou formou řecké alfabety a později se stala i hlavním jazykem literárním; staronúbijské překlady Bible a další náboženské literatury byly široce užívány. Ibn Selim al-Asuání zaznamenal, že oblasti Nobatie a Makúrie hovořily odlišným jazykem; téměř všechny dodnes dochované dokumenty pocházející z někdejší Nobatie se zdají být psané ve starších formách jazyka Nobiin, kterým se v oblasti hovoří dodnes. Dalším důležitým jazykem Makúrie byla egyptská koptština. Vztahy s egyptskými Kopty, kteří v Makúrii často hledali útočiště, byly velmi silné a zdá se, že koptská náboženská literatura byla rovněž rozšířená. V pozdějších letech se stále důležitějším jazykem stávala arabština. Arabští obchodníci byli významným prvkem ekonomiky a arabština se tak stala dorozumívacím jazykem mezi obchodníky. Jak se postupně obchodníci v Makúrii usazovali, každá větší arabská komunita získala ve městech vlastní čtvrť.